# Mario Martino
Mario Martino (también conocido como Angelo Tournabene) fue un ex monja, autor y autobiógrafo transgénero italiano. Es conocido por escribir una de las primeras autobiografías sobre la experiencia trans masculina. También trabajó con la Fundación Laberinto en Yonkers, Nueva York.

## Trabajo previo a la transición de género
Como monja, fue expulsado de su convento cuando se hizo evidente que tenía sentimientos sexuales hacia las mujeres. En su autobiografía, Martino conecta explícitamente su orientación sexual con su identidad de género, diciendo: "Yo era un niño. Me sentía como uno, me vestía como uno, luchaba como uno. Más tarde amaría como uno".
Mientras trabajaba como técnico de laboratorio antes de su transición de género, Martino y otros técnicos se hicieron una prueba de orina de 17-cetosteroides, donde se encontró que tenía "los 17-cetosteroides de un hombre de 17 años". Mientras trabajaba en el laboratorio conoció a su esposa, una enfermera titulada llamada Rebecca.

## Autobiografía
Emergence: A Transsexual Autobiography fue publicado por Martino en 1977, junto con una colaboradora llamada Harriet. El libro aborda su disforia de género, su falta de apego a las actividades femeninas tradicionales, su atracción sexual hacia las mujeres y no hacia los hombres, y su dificultad para aceptar su identidad de género cuando era niño, y cómo estas contradecían su educación italo-católica.
La autobiografía de Martino ha sido descrita como «la primera autobiografía completa de un transexual que se sometió a un tratamiento médico para cambiar de mujer a hombre». Se destacó por incluir menciones explícitas de actividad sexual, que a menudo están ausentes en los relatos autobiográficos transgénero.

## Transición de género y consecuencias
La transición de género de Martino consistió en una mastectomía doble, una histerectomía, una faloplastia y un tratamiento hormonal. Durante la transición, casi murió después de que tres cirugías resultaron infructuosas. Sin embargo, después de la cirugía, pudo obtener una nueva licencia de conducir, un certificado de nacimiento enmendado y un certificado universitario bajo su nombre preferido.
A pesar de esto, Martino enfrentó discriminación por parte de empleadores y funcionarios de admisión a escuelas, habiendo sido despedido de su trabajo en un hogar de ancianos cuando se les informó a los funcionarios sobre su identidad de género. Un propietario echó a Martino de su casa y él "perdió varios buenos trabajos debido a" su identidad trans. "Todavía no puedo conseguir un puesto de profesor en una universidad por esta razón", dijo Martino en 1980.
Trabajó con la Fundación Labyrinth, un centro en Yonkers, Nueva York, para asesorar a personas con disforia de género. Él y su esposa brindaron asesoramiento matrimonial y psicológico a personas trans.